# 脱脱木儿 (岐王)
脱脱木儿（?—?），元朝诸王、驸马，弘吉剌氏，按陳玄孙，赤窟曾孙，愛不哥之子。
脫脫木兒娶大長公主桑哥不剌，大德七年（1303年）八月賜諸王脫鐵木而之子也先博怯所部等鈔六千九百餘錠。大德十年（1306年）五月封駙馬脫鐵木而為濮陽王，賜以金印。皇庆元年（1312年）五月，置濮陽王脫脫木兒王傅官四員。十一月，封駙馬脫脫木兒為岐王。皇庆二年（1313年）七月賜駙馬脫鐵木兒金百五十兩、銀七百五十兩、鈔二千錠、幣帛五十匹。